# Kanada na Zimních olympijských hrách 1992
Kanada se účastnila Zimní olympiády 1992. Zastupovalo ji 108 sportovců (79 mužů a 29 žen) v 11 sportech.

## Medailisté
| Medaile | Jméno | Sport           | Soutěž               |
| ------- | --- | --------------- | -------------------- |
| Zlato   | Kerrin Lee-Gartnerová | Alpské lyžování | Ženy sjezd           |
| Zlato   | Angela Cutrone Sylvie Daigle Nathalie Lambert Annie Perreaultová | Short track     | Ženy štafeta 3 000 m |
| Stříbro | Dave Archibald Todd Brost Sean Burke Kevin Dahl Curtis Giles Dave Hannan Gordon Hynes Fabian Joseph Joe Juneau Trevor Kidd Patrick Lebeau Chris Lindberg Eric Lindros Kent Manderville Adrien Plavsic Dan Ratushny Sam Saint-Laurent Brad Schlegel Wally Schreiber Randy Smith Dave Tippett Brian Tutt Jason Woolley | Lední hokej     | Turnaj mužů          |
| Stříbro | Frédéric Blackburn | Short track     | Muži 1 000 m         |
| Stříbro | Frédéric Blackburn Laurent Daignault Michel Daignault Sylvain Gagnon | Short track     | Muži štafeta 5 000 m |
| Bronz   | Myriam Bédardová | Biatlon         | Ženy 15 km           |
| Bronz   | Isabelle Brasseur Lloyd Eisler | Krasobruslení   | Sportovní dvojice    |